# Lista de castelos da Polônia

## Índice
A - B - C - D - E - F - G - H - I - J - K - L - Ł - M - N - O - P - R - S - T - U - W - Z - Ż - Ligações externas

## B
- Castelo de Babice - Wygiełzów (Lipowiec) voi. Pequena Polônia
- Castelo de Baligród voi. Voivodia da Subcarpácia
- Castelo de Baranów Sandomierski voi. Voivodia da Subcarpácia
- Castelo de Barczewko voi. Voivodia da Vármia-Masúria
- Castelo de Bełżyce voi. Lublin
- Castelo de Besiekiery voi. Łódź

- Castelo de Będzin voi. Silésia

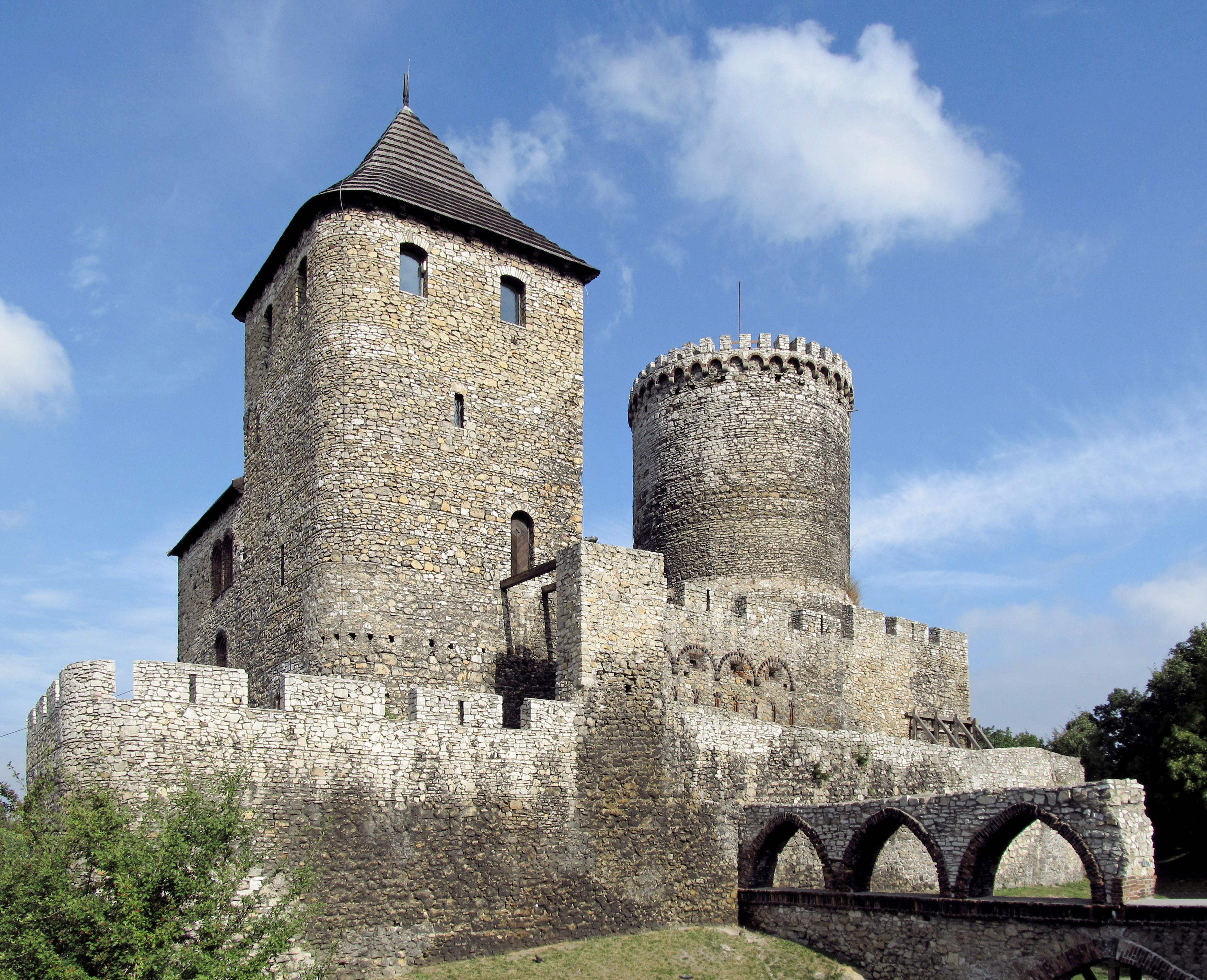
Będzin.

- Castelo de Białoboki voi. Voivodia da Subcarpácia
- Castelo de Biały Bór voi. Pomerânia Ocidental
- Castelo de Biecz voi. Pequena Polônia
- Castelo de Biskupiec voi. Voivodia da Vármia-Masúria
- Castelo de Biskupin voi. Voivodia da Cujávia-Pomerânia
- Castelo de Bobolice voi. Silésia
- Castelo de Bochotnica voi. Lublin
- Castelo de Bodzentyn voi. świętokrzyskie
- Castelo de Bolesławiec voi. Baixa Silésia
- Castelo de Bolków voi. Baixa Silésia
- Castelo de Braniewo voi. Voivodia da Vármia-Masúria
- Castelo de Breń voi. Pequena Polônia
- Bychawa voi. Lublin

## C
- Chałupki voi. Voivodia de Silésia
- Chełm - Bieławin voi. Lublin
- Chlewiska voi. Mazóvia
- Chojnik
- Ciechanow
- Ciepłowody voi. Baixa Silésia
- Czarny Bór voi. Baixa Silésia
- Czchów voi. Pequena Polônia
- Częstochowa - Błeszno voi. Voivodia de Silésia
- Czernica voi. Baixa Silésia
- Czersk - Zamek książąt mazowieckich w Czersku
- Czocha
- Czudec voi. Voivodia da Subcarpácia
- Czyżów Szlachecki voi. świętokrzyskie

## Ć
- Ćmielów voi. świętokrzyskie
- Chudów voi. śląskie

## D
- Dąbrowa Tarnowska voi. Pequena Polônia
- Dobczyce voi. Pequena Polônia
- Drzewica voi. Łódź
- Dzierzgoń voi. Pomerânia
- Dźwiniacz Dolny voi. Voivodia da Subcarpácia

## E
- Estetino → Szczecin, Pomerânia Ocidental

## F
- Fałków voi. świętokrzyskie
- Frombork voi. Voivodia da Vármia-Masúria

## G
- Głogówek voi. Opole
- Gniew voi. Pomerânia
- Golczewo voi. Pomerânia OcidentalGolub-Dobrzyń.

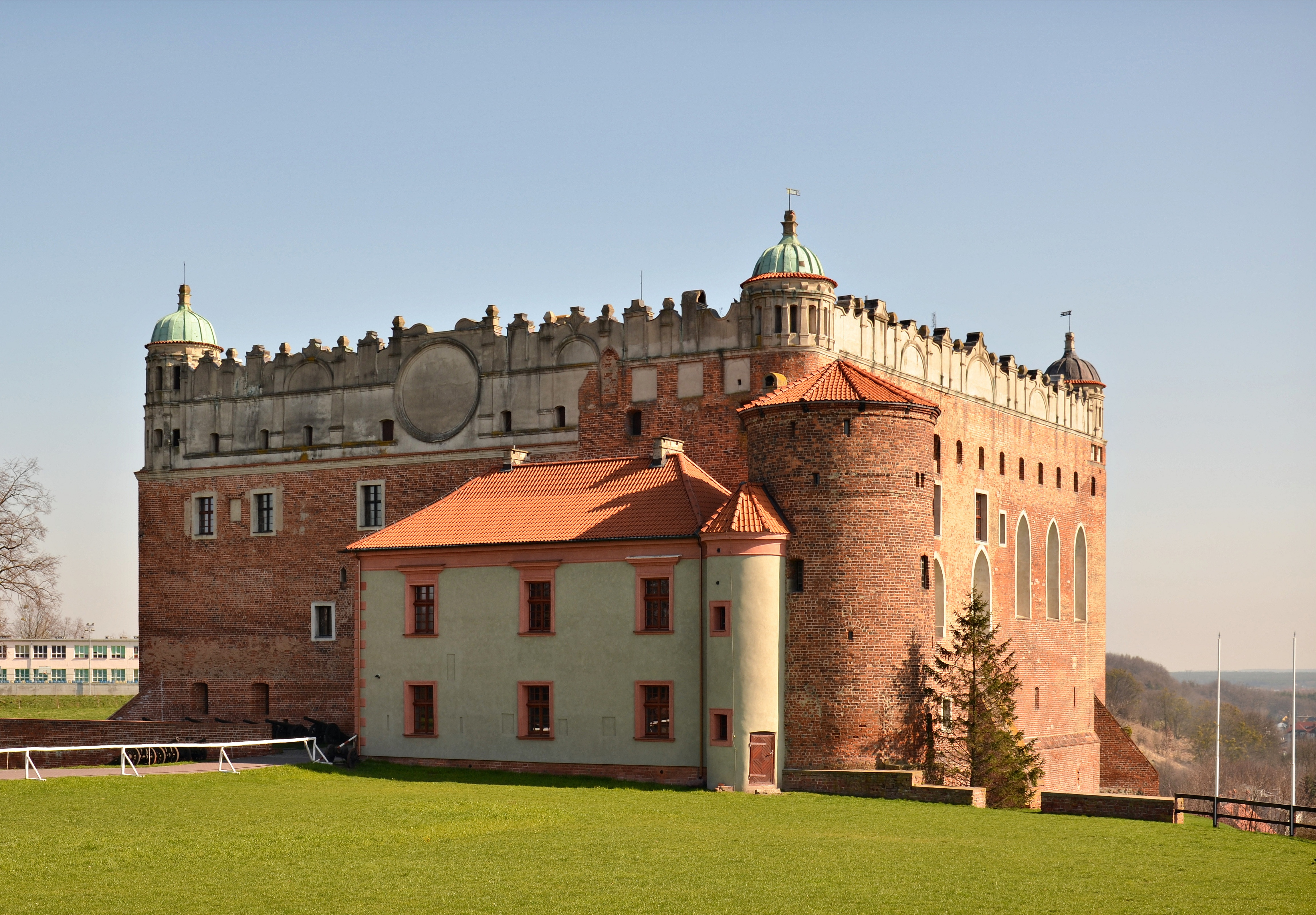
Golub-Dobrzyń.

- Golub-Dobrzyń voi. Voivodia da Cujávia-Pomerânia
- Gołańcz voi. Grande Polônia
- Gorzkowice voi. Łódź
- Graboszyce voi. Pequena Polônia
- Gradówek voi. Baixa Silésia
- Gródek n. Dunajcem voi. Pequena Polônia
- Castelo de Grodziec

## H
- Hnatowe Berdo voi. Voivodia da Subcarpácia
- Hoczew voi. Voivodia da Subcarpácia
- Horodło voi. Lublin
- Hrubieszów voi. Lublin

## I
- Iłża voi. Mazóvia
- Inowrocław voi. Voivodia da Cujávia-Pomerânia

## J
- Janowiec voi. Lublin
- Jelenia Góra - Sobieszów (Chojnik) voi. Baixa Silésia
- Jurów voi. Lublin

## K
- Kamienna Góra voi. Baixa Silésia
- Kazimierz Dolny voi. Lublin
- Kąty Wrocławskie voi. Baixa Silésia
- Castelo de Kliczków voi. Baixa Silésia
- Kliczków Mały voi. Łódź
- Kłaczyna voi. Baixa Silésia
- Kłodzko voi. Baixa Silésia
- Kowal voi. Voivodia da Cujávia-Pomerânia
- Koziegłowy voi. Silésia
- Kraków - Castelo de Wawel

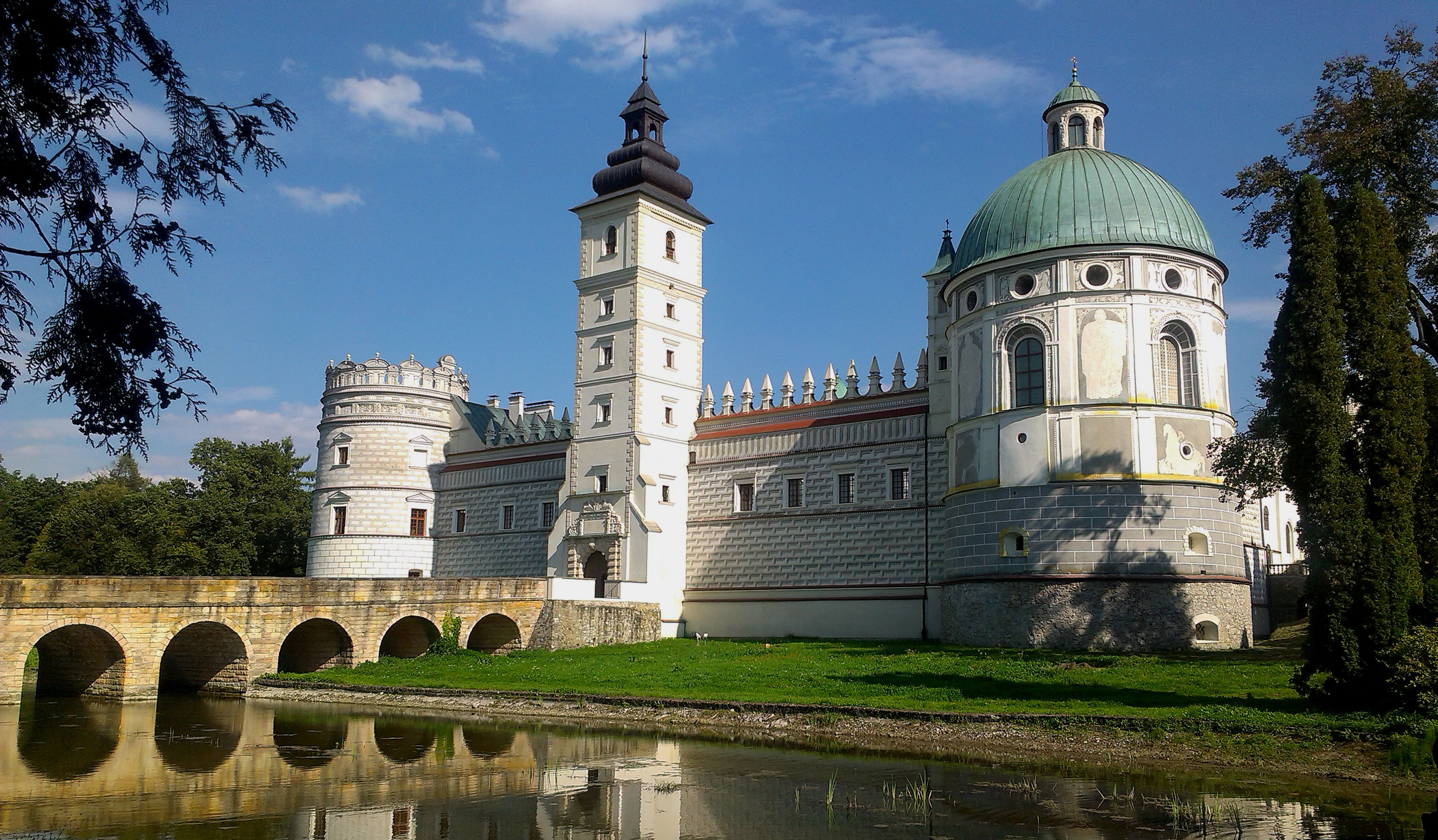
Krasiczyn.

- Krasiczyn voi. Voivodia da Subcarpácia
- Krasnystaw voi. Lublin
- Krupe voi. Lublin

- Książ voi. Baixa Silésia

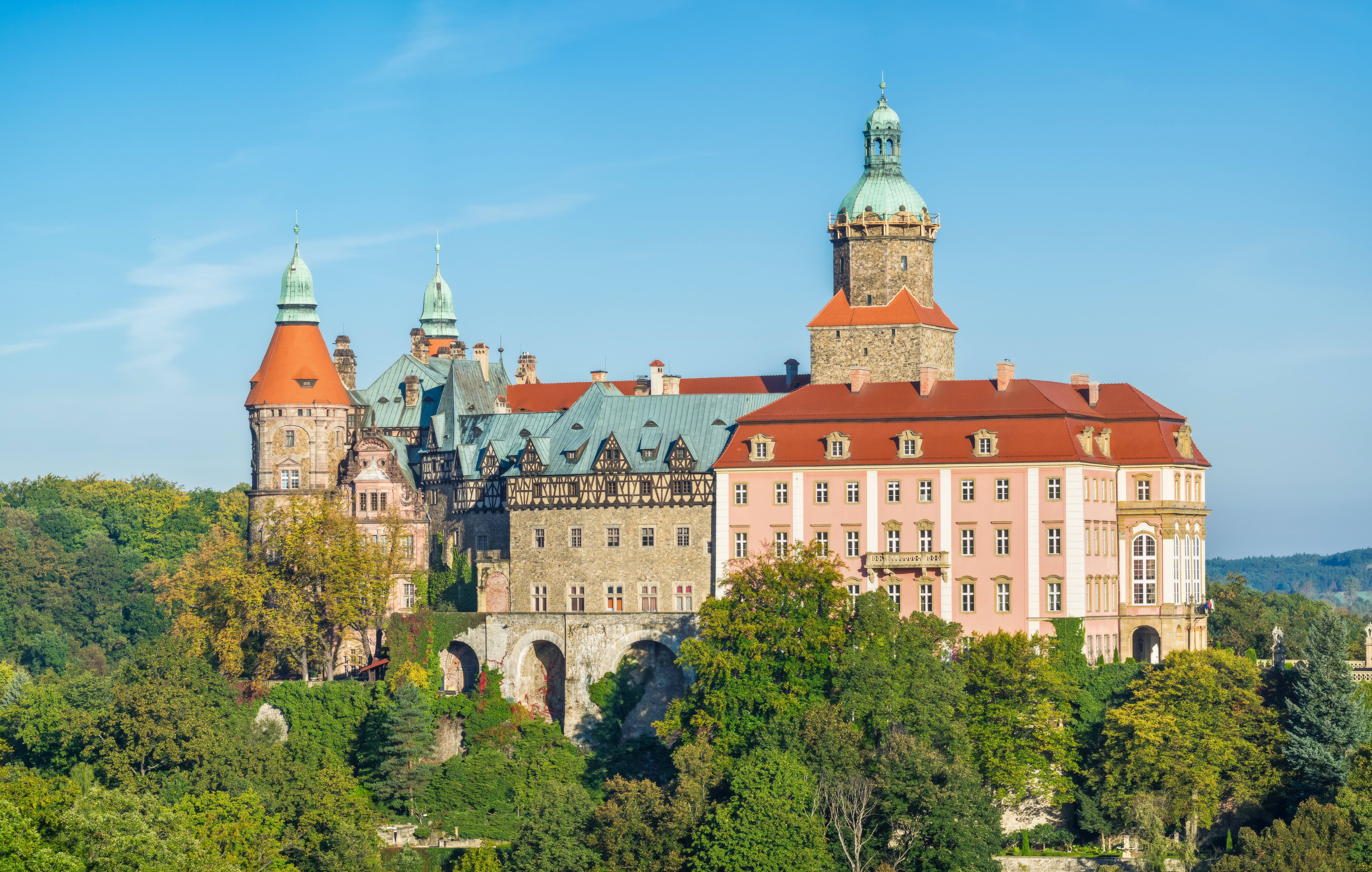
Książ.

- Kunowa voi. Voivodia da Subcarpácia

## L
- Lesko voi. Voivodia da Subcarpácia

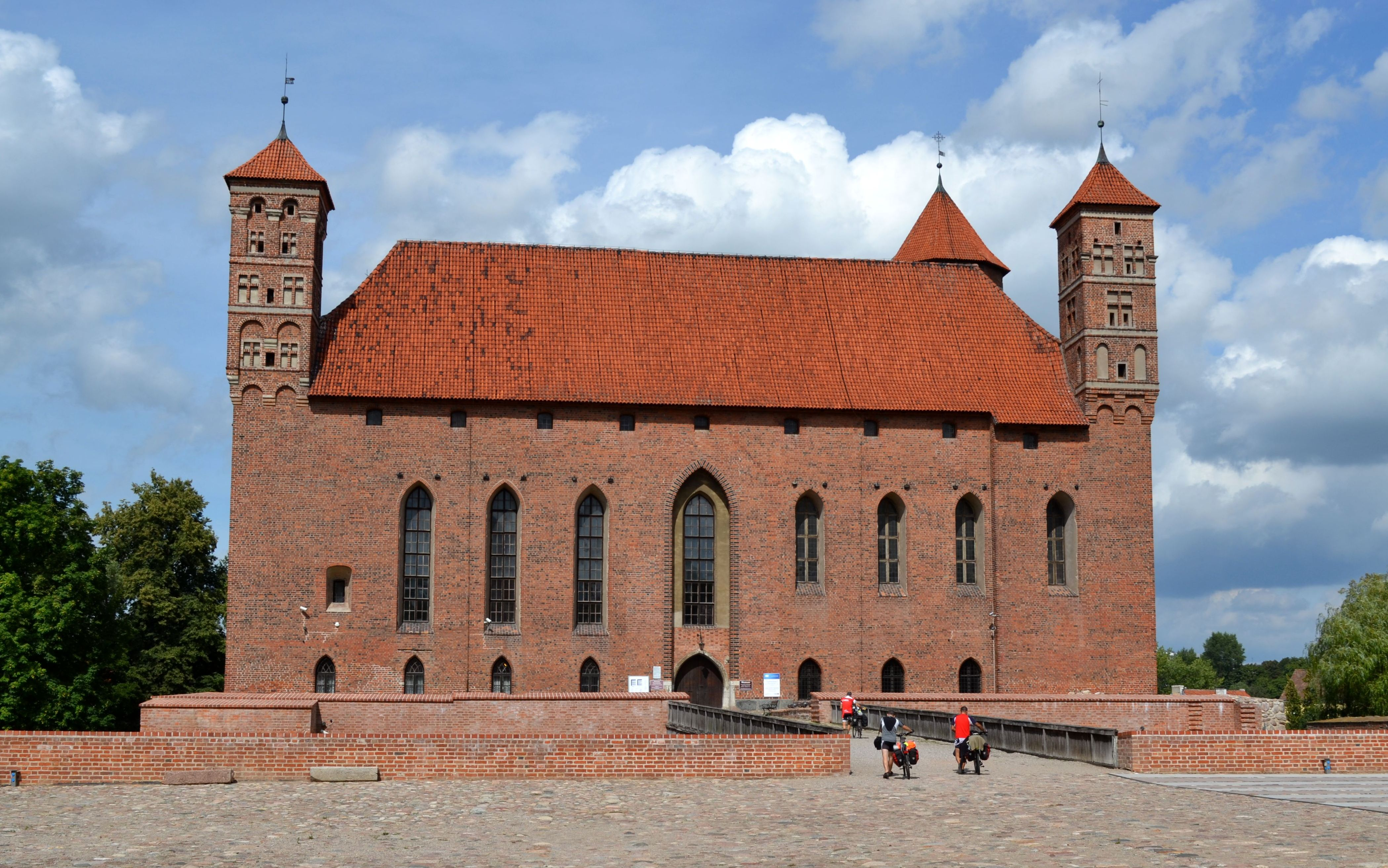
Lidzbark Warmiński.

- Lidzbark Warmiński voi. Voivodia da Vármia-Masúria
- Lisów voi. Voivodia da Subcarpácia
- Lubartów (d. Lewartów) voi. Lublin
- Lubiszewo voi. PomeraniaLublin.
- Lublin - Czechów voi. Lublin

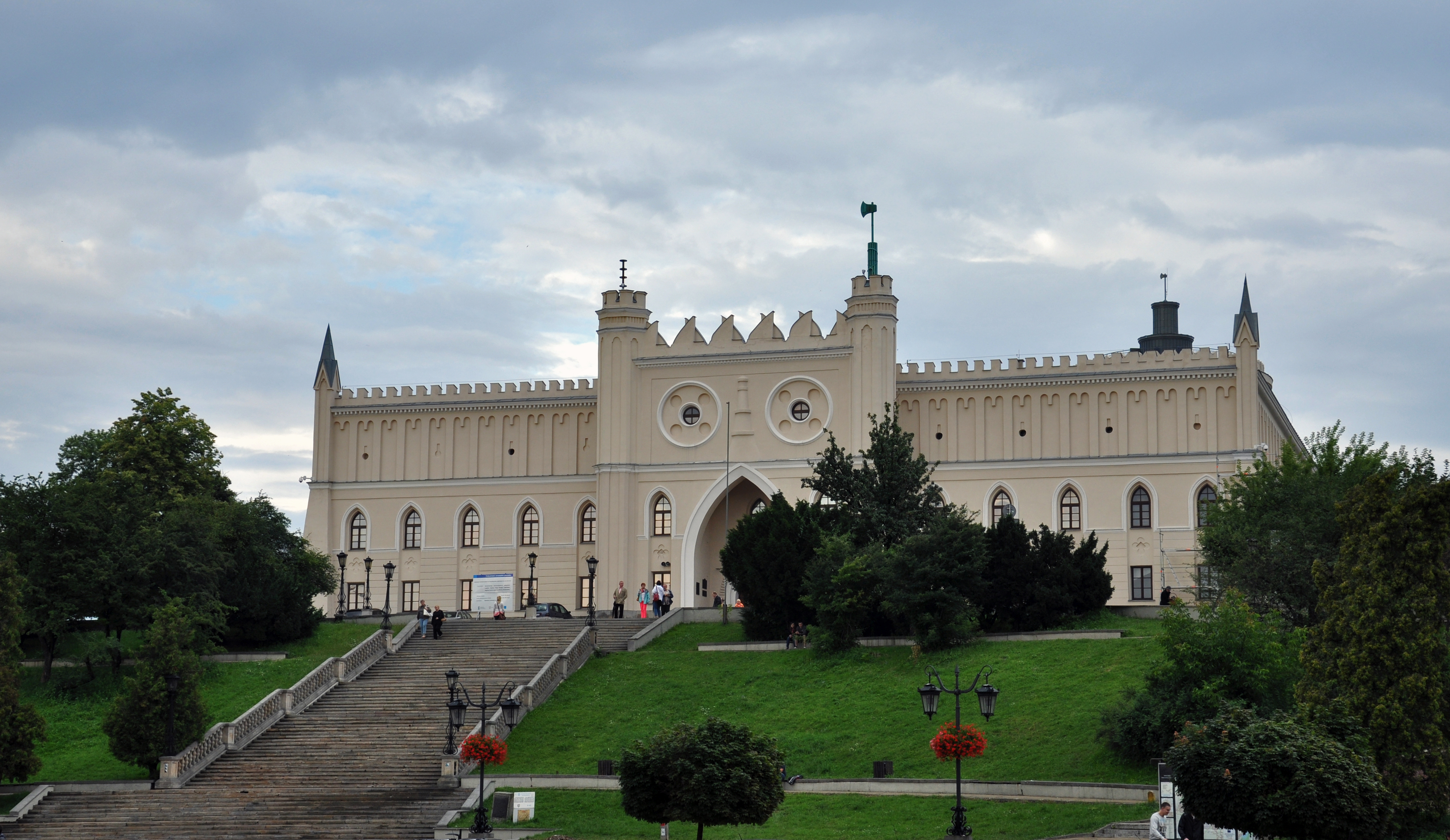
Lublin.

- Ludowe (Homole) voi. Baixa Silésia
- Lwówek Śląski voi. Baixa Silésia

## Ł

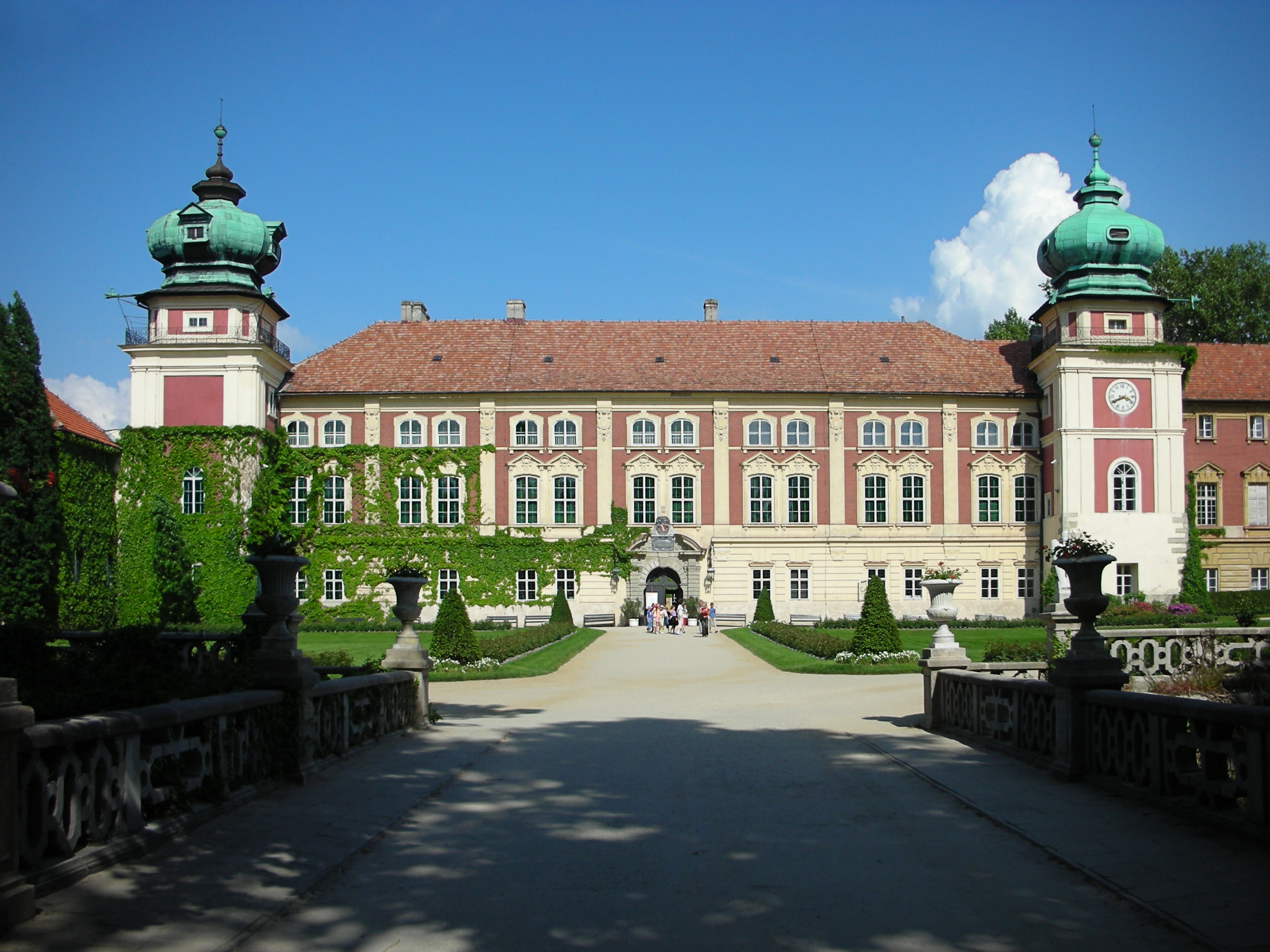
Łańcut.

- Castelo de Łańcut, Łańcut voi. Voivodia da Subcarpácia
- Łęczyca voi. Łódź
- Łodygowice voi. Silésia
- Łownica voi. świętokrzyskie

## M

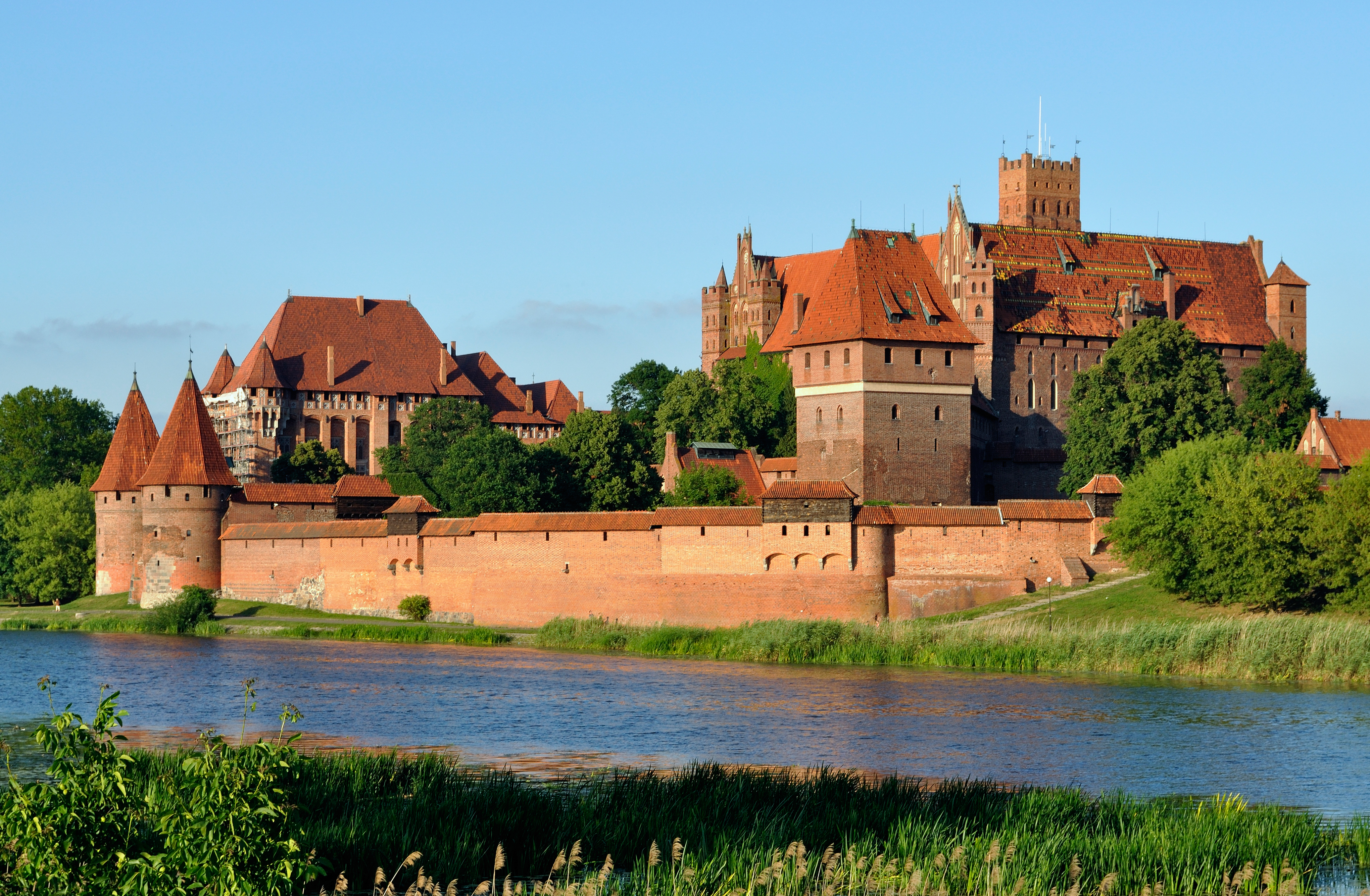
Malbork.

- Machliny voi. Pomerânia Ocidental
- Malbork voi. PomerâniaMalbork.
- Maleszowa voi. świętokrzyskie
- Mirów voi. Silésia
- Modliszewice voi. świękokrzyskie

## N
- Namysłów voi. Voivodia de Opole
- Nidzica voi. Voivodia da Vármia-Masúria
- Castelo de Niedzica em Niedzica voi. Pequena Polônia
- Niemcza voi. Baixa SilésiaNowy Sącz.

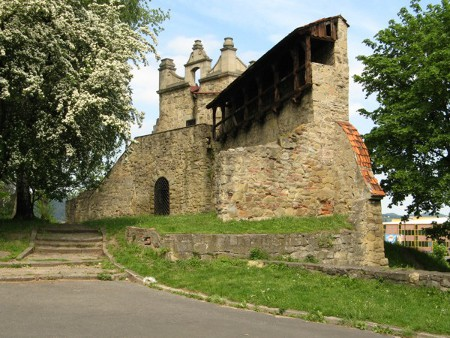
Nowy Sącz.

- Niemodlin voi. Voivodia de Opolep - Zamek Książęcy
- Castelo de Niesytno - Zamek Niesytno
- Nowy Sącz - Zamek królewski w Nowym Sączu voi. Pequena Polônia
- Nowy Wiśnicz voi. Pequena Polônia

## O
- Odrzykoń - Kamianets-Podilskyi voi. Voivodia da SubcarpáciaOgrodzieniec.
- Ogrodzieniec voi. Silésia

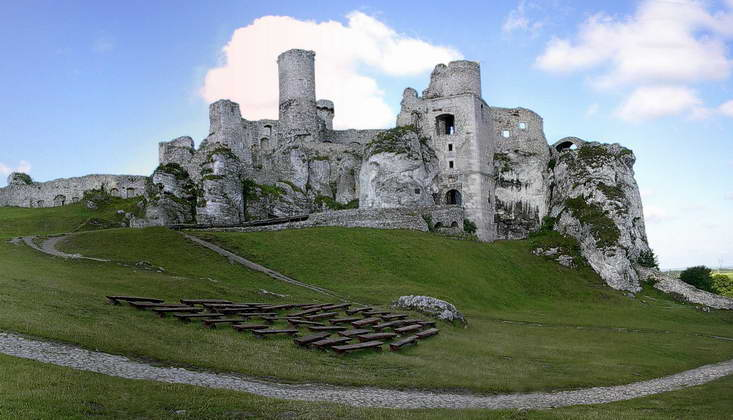
Ogrodzieniec.

- Okartowo voi. Voivodia da Vármia-Masúria
- Ojców voi. Pequena Polônia
- Oleszyce voi. Voivodia da Subcarpácia
- Olszanica voi. Voivodia da Subcarpácia
- Olsztyn voi. Voivodia da Vármia-Masúria
- Opole Lubelskie voi. Lublin
- Orneta voi. Voivodia da Vármia-Masúria
- Osiek voi. świętokrzyskie
- Ossolin voi. świętokrzyskie
- Ostrężnik voi. Silésia
- Owiesno voi. Baixa Silésia

## P
- Papowo Biskupie voi. Voivodia da Vármia-Masúria
- Pasłęk voi. Voivodia da Vármia-Masúria
- Piaseczno voi. Mazóvia
- Pieniężno voi. Voivodia da Vármia-Masúria

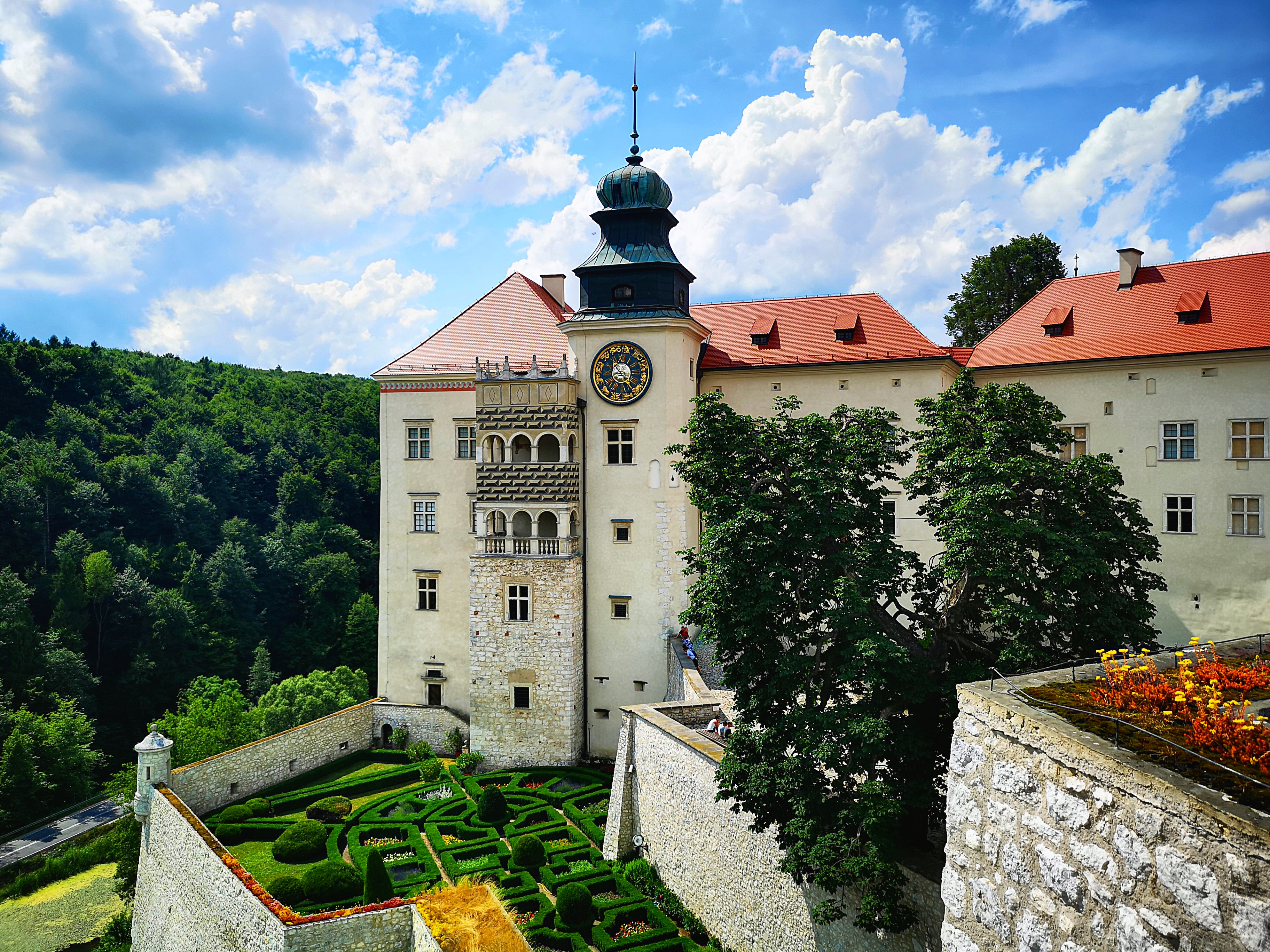
Pieskowa Skała.

- Pieskowa Skała voi. Pequena Polônia
- Pilica voi. Silésia
- Pieszyce voi. Baixa Silésia
- Poznań - Castelo Imperial de Poznań
- Poznań - Castelo Real de Poznań
- Przecław voi. Voivodia da Subcarpácia
- Przewodziszowice voi. Silésia
- Przezmark voi. Pomerânia
- Przyszów voi. Subcarpathia

## R
- Rabsztyn, Pequena Polônia
- Radków, Baixa Silésia
- Ratno Dolne, Baixa Silésia
- Rawa Mazowiecka, voi. Łódź
- Recz, Pomerânia Ocidental
- Resko, Pomerania Ocidental

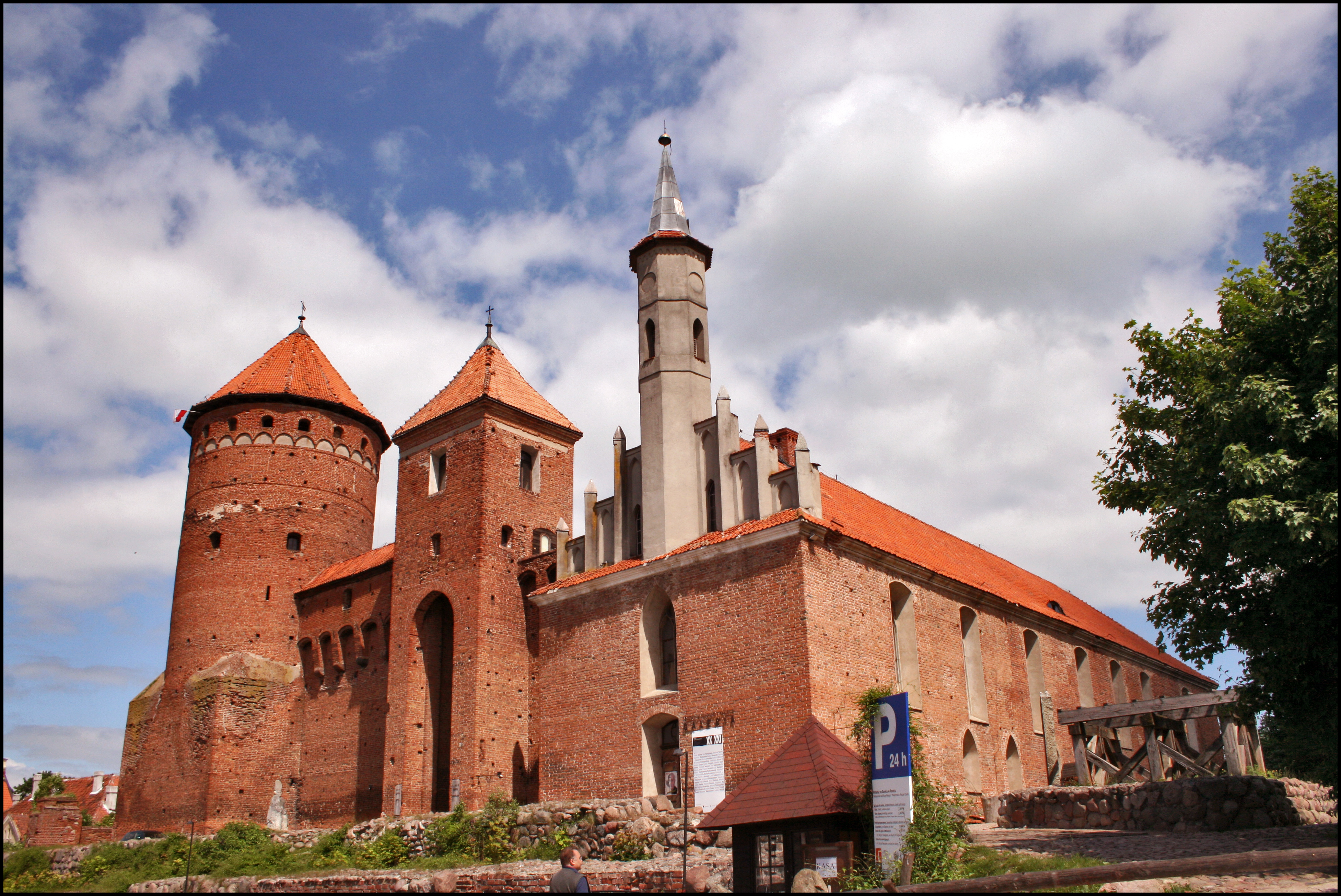
Reszel.

- [[Reszel] voi. Voivodia da Vármia-Masúria
- Rembów, voi. świętokrzyskie
- Rudno (Tenczyn), Pequena Polônia
- Rusiec, voi. Łódź
- Castelo de Rydzyna, perto de Leszno, Wielkopolska
- Rymanów, Voivodia da Subcarpácia
- Rytro, Pequena Polônia
- Rytwiany, voi. świętokrzyskie
- Rzeszów, Voivodia da Subcarpácia

## S
- Sandomierz
- Sanok, Voivodia da Subcarpácia
- Sianów, Pomerânia Ocidental
- Siewierz, voi. Silésia
- Siedlęcin, Baixa Silésia
- Castelo de Sielecki
- Skępe, voi. kujawsko-pomorskie
- Skierbieszów, voi. lubelskie

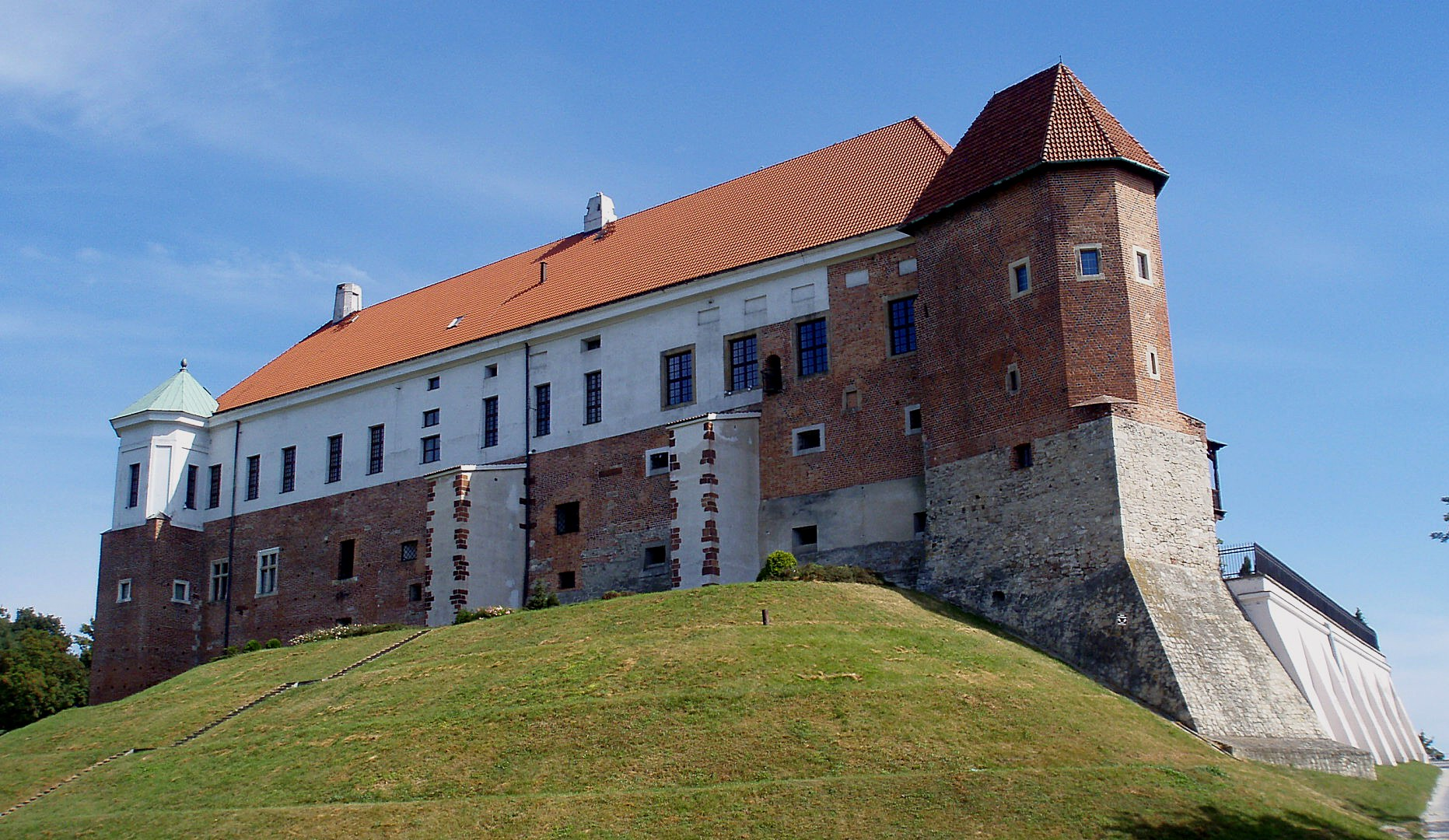
Sandomierz.

- Smolajny, voi. warmińsko-mazurskie
- Smoleń, voi. Silésia
- Spicymierz, voi. Łódź
- Stary Dzierzgoń, voi. pomorskie
- Stołpie, voi. lubelskie
- Strzegom, Baixa Silésia
- Strzygi, voi. Cujávia-Pomerânia
- Suchań, Pomerânia Ocidental
- Susiec, voi. lubelskie
- Syców, Baixa Silésia
- Szczecin (Estetino), Pomerânia Ocidental Estetino.

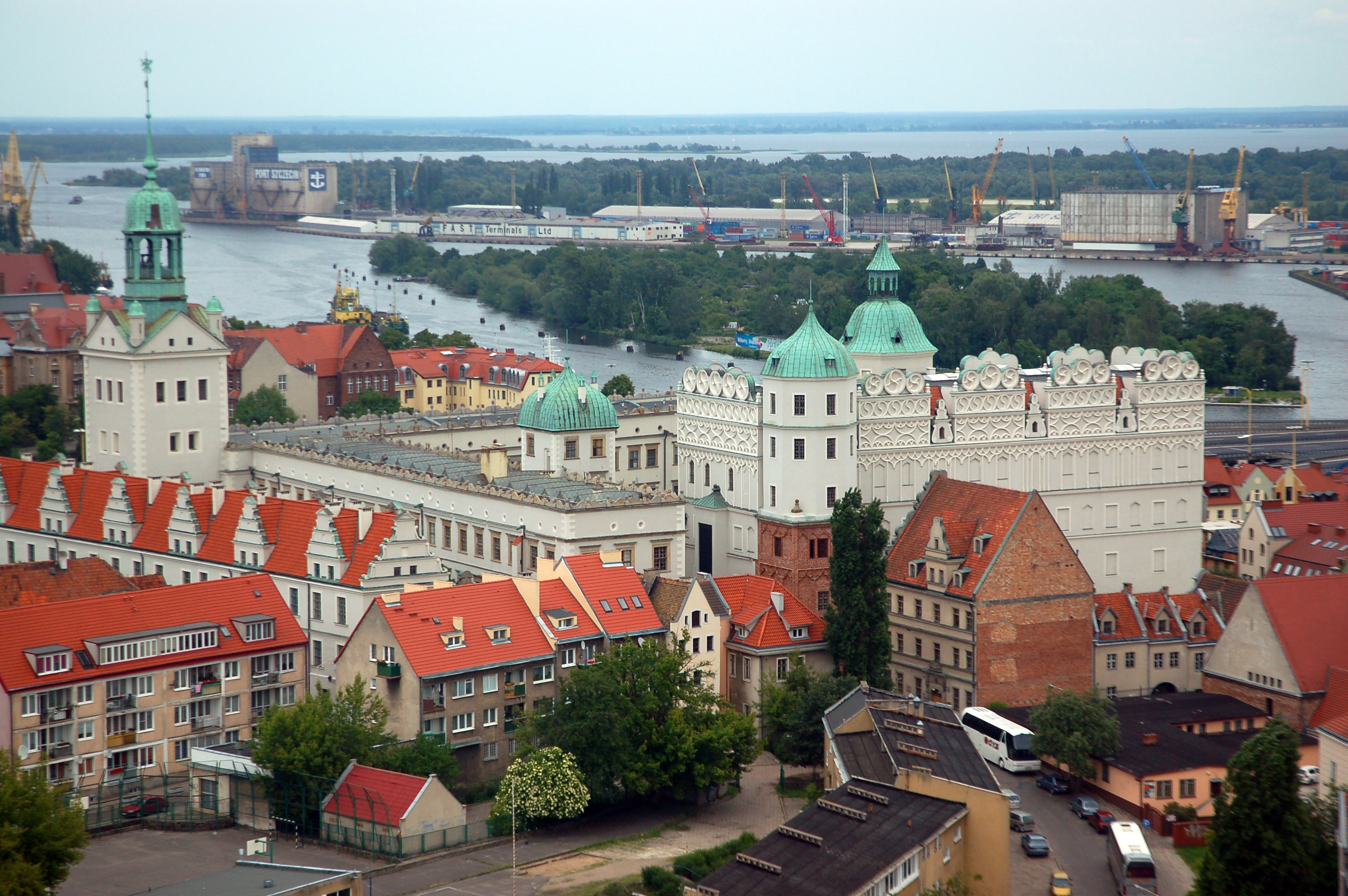
Estetino.

- Szczytna, Baixa Silésia
- Szprotawa, Baixa Silésia
- Szydłowiec
- Szydłów, voi. świętokrzyskie
- Szymbark, Pequena Polônia

## Ś
- Ścinawa voi. Baixa Silésia
- Świny, voi. Baixa Silésia

## T
- Tarnobrzeg - Dzików voi. Voivodia da Subcarpácia
- Tarnów voi. Pequena Polônia
- Toruń, voi. kujawsko-pomorskie
- Toruń - Dybów
- Trzcianka castro, voi. Podlasie
- Castelo de Tuczno
- Tudorów voi. świętokrzyskie
- Tuligłowy voi. Voivodia da Subcarpácia
- Tyszowce woj. Lublin

## U

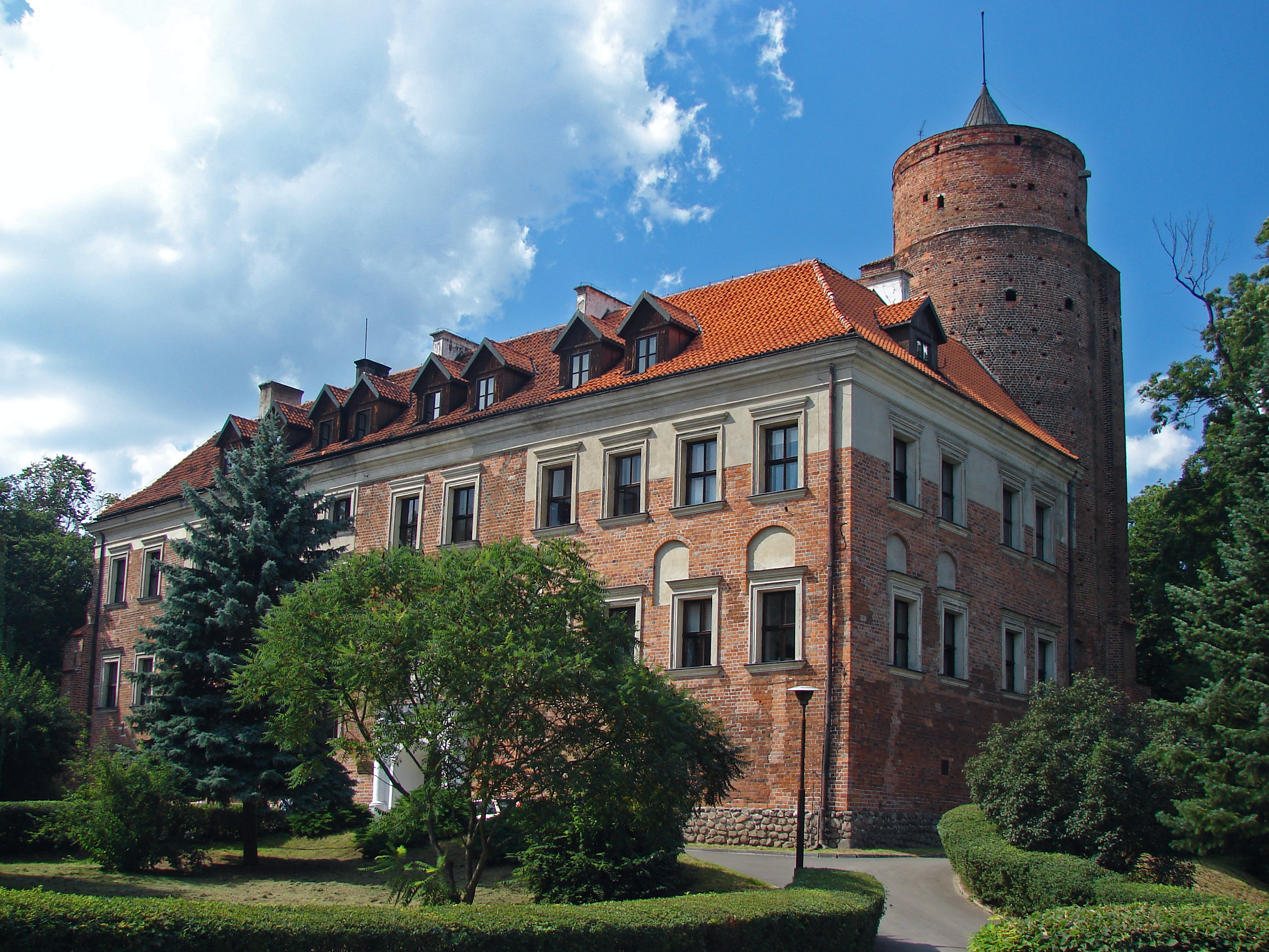
Uniejów.

- Ujazd - Castelo de Krzyztopor
- Castelo de Ujazdów

- Uniejów voi. Łódź

## W
- Wąbrzeźno voi. Voivodia da Cujávia-Pomerânia
- Węgierka voi. Voivodia da Subcarpácia

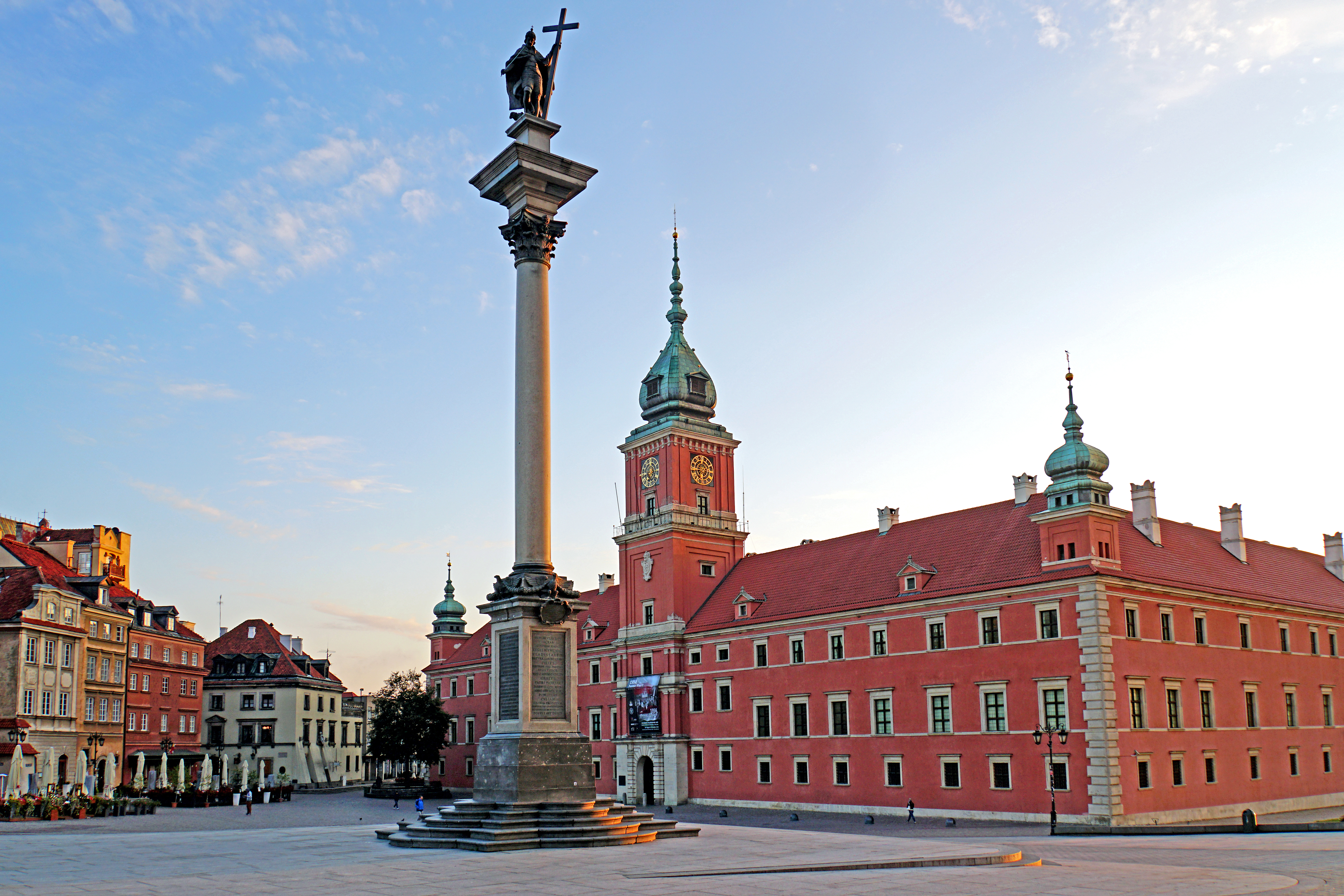
Varsóvia, Castelo Real.

- Wałcz voi. Pomerânia OcidentalVarsóvia, Castelo Real.
- Varsóvia - Castelo RealVarsóvia, Castelo de Ujazdowski.
- Varsóvia - Castelo de Ujazdowski
- Wawel Castle

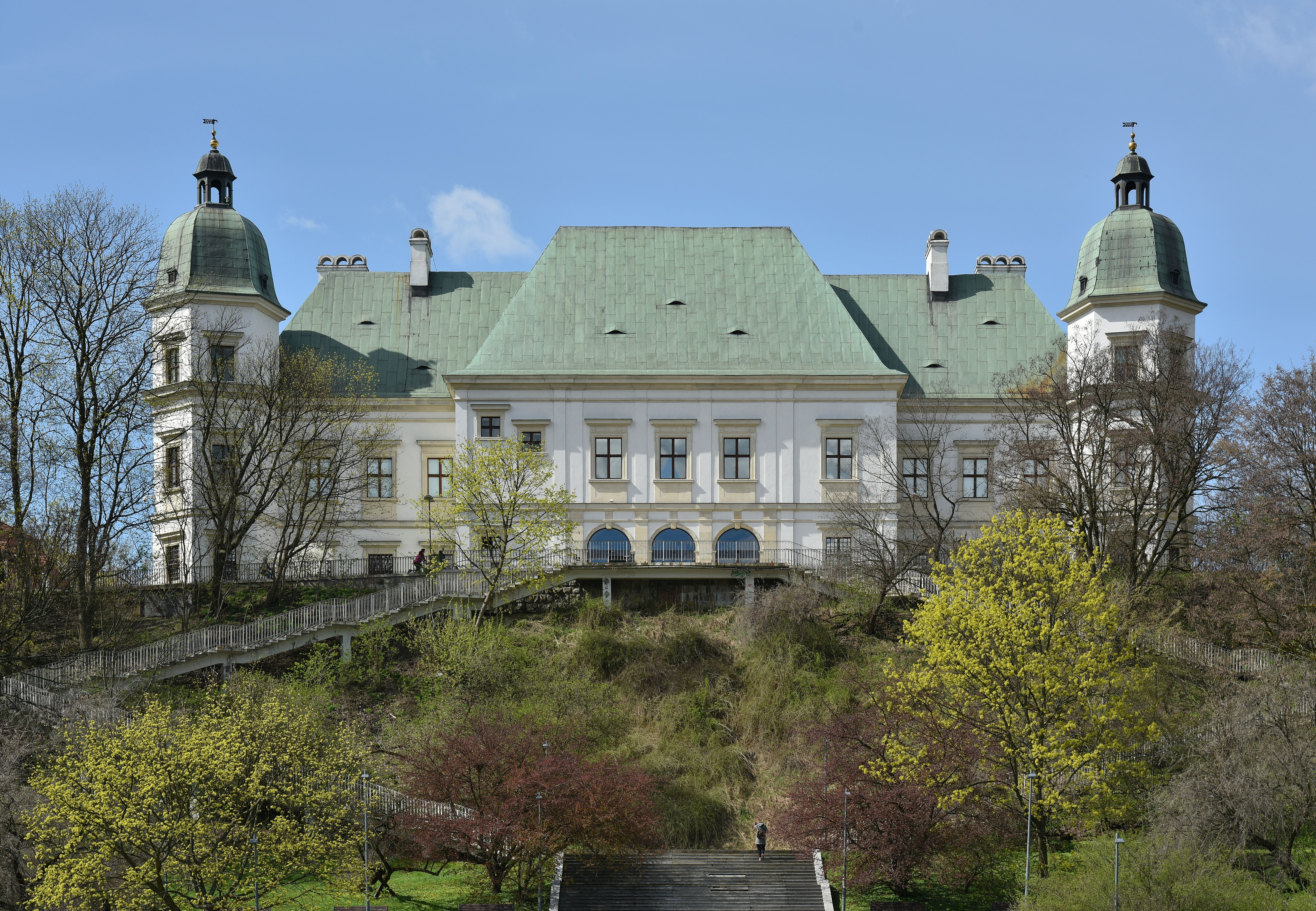
Varsóvia, Castelo de Ujazdowski.

- Wielka Wieś - Trzewlin voi. Pequena Polônia
- Wieruszyce voi. Pequena Polônia
- Wierzchosławice voi. Pequena Polônia
- Wiewiórka voi. Voivodia da Subcarpácia
- Witostowice voi. Baixa Silésia
- Wojciechów voi. Lublin
- Wolibórz voi. Baixa Silésia
- Wołczyn voi. Voivodia de Opole

## Z
- Zagórze Śląskie (Grodno), voi. dolnoSilesia
- Załuż - Monastarzec (Sobień), voi. podkarpackie
- Zamość, voi. lubelskie
- Zator, Pequena Polônia
- Zawada, Subcarpácia
- Zawichost, voi. świętokrzyskie
- Zboiska, Subcarpácia
- Zgórsko - Podborze, Subcarpácia
- Ziębice, Baixa Silésia
- Złocieniec, Pomerânia Ocidental

## Ż
- Żałe voi. Voivodia da Cujávia-Pomerânia
- Żmigród Stary voi. Voivodia da Subcarpácia

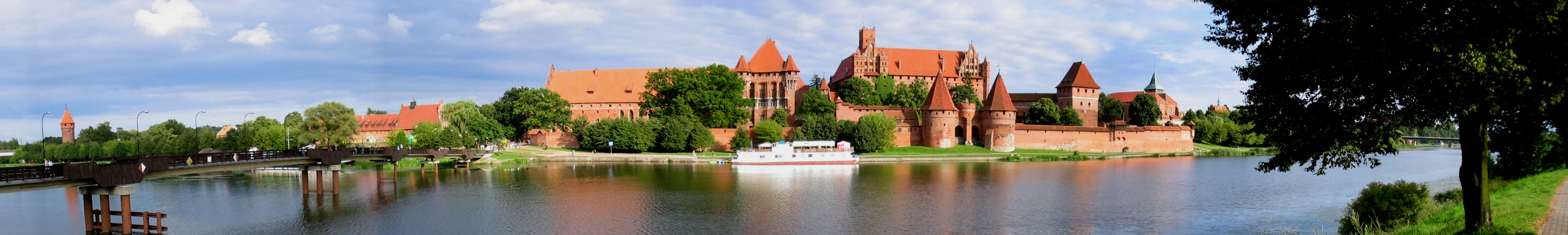
Malbork.